# Cocañín
Cocañín es una parroquia del concejo de San Martín del Rey Aurelio, en el Principado de Asturias (España). Alberga una población de 1046 habitantes (INE 2006) en 842 viviendas. Ocupa una extensión de 9,86 km². Está situada a 5,6 km de la capital del concejo. Su templo parroquial está dedicado a Santo Toribio.
- Datos: Q939411